# Titulares dos principais cargos da Região Administrativa Especial de Macau
Os titulares dos principais cargos da Região Administrativa Especial de Macau são um termo aparecido após a transferência da administração de Macau. De acordo com a Lei Básica da Região Administrativa Especial de Macau, os titulares dos principais cargos são referidos aos Secretários, o Comissário contra a Corrupção, o Comissário da Auditoria, o principal responsável pelos serviços de polícia e o principal responsável pelos serviços de alfândega, são nomeados e exonerados pelo Conselho de Estado da República Popular da China (Governo Popular Central), sob proposta do Chefe do Executivo.

## Titulares dos principais cargos actuais
| Nome de Secretarias e Serviços                  | Designação funcional          | Dirigente          | Cargos desemepenhado no passado                                                                                         |
| ----------------------------------------------- | ----------------------------- | ------------------ | --- |
| Secretaria para a Administração e Justiça       | Secretários                   | Cheong Weng Chon   | Comissário contra a Corrupção                                                                                           |
| Secretaria para a Economia e Finanças           | Secretários                   | Tai Kin Ip         | Director dos Serviços de Economia e Desenvolvimento Tecnológico                                                         |
| Secretaria para a Segurança                     | Secretários                   | Wong Sio Chak      | Director da Polícia Judiciária                                                                                          |
| Secretaria para os Assuntos Sociais e Cultura   | Secretários                   | O Lam              | Vice-Presidente do Conselho de Administração para os Assuntos Municipais do Instituto para os Assuntos Municipais (IAM) |
| Secretaria para os Transportes e Obras Públicas | Secretários                   | Tam Vai Man        | Director dos Serviços de Protecção Ambiental                                                                            |
| Comissariado contra a Corrupção                 | Comissária contra a Corrupção | Ao Ieong Seong     | Adjunta do Comissário contra a Corrupção                                                                                |
| Comissariado da Auditoria                       | Comissária da Auditoria       | Ao Ieong U         | Secretária para os Assuntos Sociais e Cultura                                                                           |
| Serviços de Polícia Unitários                   | Comandante-geral              | Leong Man Cheong   | |
| Serviços de Alfândega                           | Director-geral                | Adriano Marques Ho | Director da Inspecção e Coordenação de Jogos                                                                            |